# أليكسيس كوبيلو
أليكسيس كوبيلو (مواليد 12 أغسطس 1985) هو لاعب قفز ثلاثي كوبي المولد، يمثل أذربيجان في المحافل الدولية منذ 2017.

## وصلات خارجية
- أليكسيس كوبيلو على موقع الاتحاد الدولي لألعاب القوى (الإنجليزية)
- أليكسيس كوبيلو على موقع الدوري الماسي (الإنجليزية)
- أليكسيس كوبيلو على موقع اللجنة الأولمبية الدولية (الإنجليزية)
- أليكسيس كوبيلو على موقع أوليمبيديا (الإنجليزية)